# 沈慧林
沈慧林（英文名：William Shum，1985年—），出生於香港，企業家。萬希泉鐘錶有限公司創辦人及董事長。

## 履历
父親沈墨寧為木雕鑒賞家兼收藏家，曾經出版多本相關書籍；同時亦是瑞士古董音樂盒收藏家。
沈慧林畢業於美國南加州大學修讀修金融及經濟雙學位。
2007年，於康奈爾大學修讀應用及經濟管理碩士學位。
2009年，以一級榮譽畢業並回港發展。
2018年，沈慧林推出首部個人著作《創業夢飛輪》。
2020年初，獲印尼Maharaja國王Dr. Ir. M. Helmi Djamanie冊封為 Kerajaan Kutai Mulawarman 拿督。
2021年，被委任為新一屆工業貿易諮詢委員會的委員，以及成為香港選舉委員會委員，隸屬於中小企業第一界別。

## 馬主生涯
沈慧林自2017-2018馬季開始在香港賽馬會成為馬主，先後擁有名下賽駒「香港飛輪」（與沈墨寧伉儷合夥）、「飛輪閃耀」（原名「非洲泳將」，與沈墨寧、鄧鉅明、劉玉龍合夥）、「飛輪鑽皇」（執錢團體，與沈墨寧、鄧鉅明、宣宏雁、許蔚萱、馬仁德合夥）、「閃耀將神」、「飛輪鞭」（執錢入袋團體，與沈墨寧、鄧鉅明、肖潭平合夥）、「正氣青驅」（正氣青年團體，與譚鎮國合夥）。
此外，沈慧林的父親沈墨寧亦是「陀飛輪」、「錶壇精英」、「飛輪霸」的合夥馬主。

## 過往獎項
- 2012年 滙豐青年創業大獎金獎[7]
- 2015年 香港青年工業家獎[8]
- 2016年 全球華人傑出青年獎[9]
- 2016年 青年夢想實踐家 [10]

## 外部連結
- 名人專訪：逆境小智慧　沈慧林 （页面存档备份，存于）
- 香港有你—世代對談：陳國民與沈慧林 （页面存档备份，存于）
- 青協「滙豐青年創業大獎2012」：港產陀飛輪手錶奪金獎